# La Rubia
La Rubia es una localidad española y también una entidad local menor perteneciente al municipio de Los Villares de Soria, en la provincia de Soria, comunidad autónoma de Castilla y León. Forma parte también del partido judicial de Soria y de la Comarca de Almarza.

## Historia
El Censo de Pecheros de 1528, en el que no se contaban eclesiásticos, hidalgos y nobles, registraba la existencia de 16 pecheros, es decir unidades familiares que pagaban impuestos. Estaba incluida en el Sexmo de San Juan.
A la caída del Antiguo Régimen la localidad se constituye en municipio constitucional en la región de Castilla la Vieja que en el censo de 1842 contaba con 23 hogares y 90 vecinos, para posteriormente integrarse en Los Villares de Soria.

## Demografía
En el año 1981 contaba con 11 habitantes, concentrados en el núcleo principal, pasando a 24 en 2010, 15 varones y 9 mujeres.
| Gráfica de evolución demográfica de La Rubia entre 2000 y 2010                                   |
|                                                                                                  |
| Población de derecho (2000-2010) según los censos de población del INE a 1 de enero de cada año. |